# Frits van Turenhout

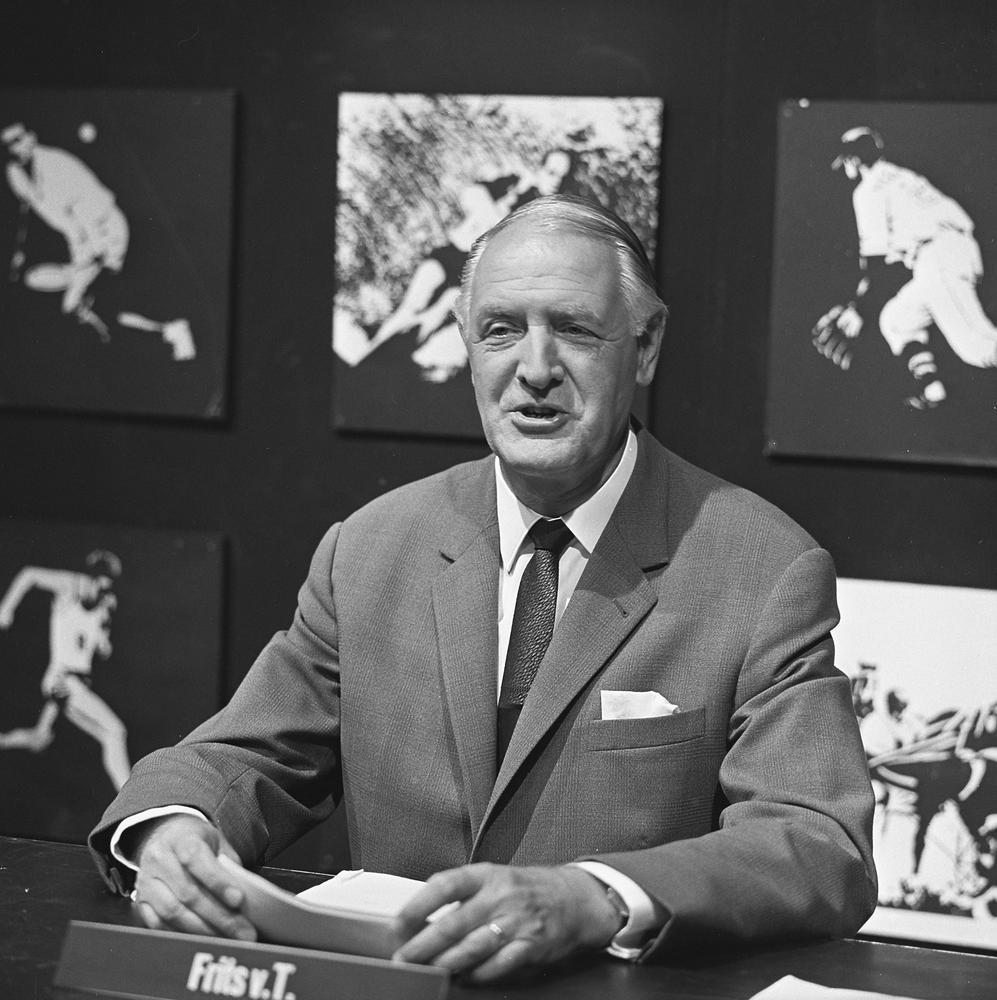
Frits van Turenhout in 1969

Frederik (Frits) van Turenhout (Amsterdam, 14 juli 1913 - Blaricum, 3 oktober 2004) was een Nederlands programmamaker en zanger.
Voor de Tweede Wereldoorlog trad hij in dienst van de Katholieke Radio Omroep (KRO). Hij bekleedde vele functies, maar is vooral bekend geworden als presentator van de voetbal- en toto-uitslagen. Hij is beroemd om zijn manier van uitspreken van de uitslag 0-0 en hij dankt daaraan de bijnaam Mister null-null.
Behalve radio-omroeper was Frits van Turenhout ook nog zanger in diverse jazz-orkesten onder het pseudoniem Fred Starewood. Zijn grootste succes had hij met het lied "Zij had een wipneus en een kersenmond." Tot zijn zestigste keepte hij in het voetbalteam van de Omroep Sport- en Ontspanningsvereniging (OSO).